# Contribuição social
A contribuições  são uma espécie de tributo destinada a custear atividades estatais específicas que não são inerentes ao Estado. Têm, como destino, a intervenção no domínio econômico (exemplo: fundo de garantia do tempo de serviço), o interesse das categorias econômicas ou profissionais (exemplo: contribuição sindical) e o custeio do sistema da seguridade social (exemplo: previdência social).

## No Brasil
Contribuição social é um tributo (forma de contribuição pecuniária compulsória/obrigatória ao Estado) devido por pessoas físicas e jurídicas com a finalidade de constituir um fundo para ser utilizado em benefício de toda a sociedade, através da concessão de benefícios assistenciais, de caráter não contributivo, previstos pela Lei Orgânica da Assistência Social (Lei 8.742/93 - LOAS). Os benefícios assistenciais não se confundem com os previdenciários, uma vez que não exigem contraprestação do beneficiário, tendo como base para o seu custeio as contribuições sociais que integram o Fundo Nacional de Assistência Social (FNAS - instituído pelo Decreto 91.970/85 e ratificado pelo Decreto Legislativo 66/90).
É de competência privativa da União quando se tratar de contribuições sociais, de intervenção no domínio econômico e de interesse das categorias profissionais ou econômicas. Contribuições previdenciárias podem ser instituídas por Estados e Municípios, no interesse da manutenção de seus respectivos regimes de previdência.
As contribuições sociais previdenciárias estão sujeitas ao princípio da anterioridade nonagesimal, que impõe que os tributos têm que respeitar uma vacatio legis de 90 dias, no mínimo, para produzirem seus efeitos. Por outro lado, a anterioridade tratada pelo artigo 150, III, "b" da Constituição brasileira de 1988 não vincula as contribuições não sei.